# 青少年問題審議会
青少年問題審議会（せいしょうねんもんだいしんぎかい）は中央青少年問題協議会を前身として1966年に設立された審議会。中央省庁再編に際して1999年に廃止。総務庁に設置された。
補導取締り・少年鑑別所や少年院など「対策」に重点を置いた中央青少年問題協議会と比較して、学識経験者から構成された青少年問題審議会は審議に重点を置いた。

## 沿革
青少年問題審議会は総理府青少年局設置、中央青少年問題協議会廃止と同時に1966年3月に設置された。
1983年6月の青少年問題審議会答申をきっかけとして各省庁で青少年の非行に対する取り組みが始まった。
中央省庁再編に際して1999年に廃止され、その機能は内閣府に移管された。